# Тука-Тимур
Тука-Тимур – тринадцатый сын Джучи и Кагри-хатун, наложницы из племени меркит. Потомки Тука-Тимура, ханы из династии Тука-Тимуридов, наряду с Шибанидами сыграли ключевую роль в «Великой замятне» и последовавшем за ней распаде Золотой Орды.

## Происхождение и статус
Как гласит «Чингиз-наме», потомки Шибана попрекали Тука-Тимуридов тем, что Тука-Тимур в отличие от других братьев не получил улуса в 1226 году после смерти Джучи, что должно было доказывать его более низкий статус:

Когда после смерти нашего отца Иочи-хана наши отцы отправились к нашему великому деду Чингизхану, то он после Иджана и Саина поставил юрту [и] для нашего отца Шайбан-хана. Для вашего [же] отца [он] не поставил даже и [крытой] телеги.

По крайней мере, Махмуд бен Вали в своём «Море тайн, относительно доблестей благородных» применяет к потомкам Тука-Тимура титул «хан оглы» (принц). По утверждению В. П. Юдина, данный титул означал, что его обладатель не имел прав на ханское достоинство.

## Улус Тука-Тимура
После завершения в 1242 году Западного похода монголов Батый выделил Тука-Тимуру один из 14 улусов. Улус включал в себя Мангышлак, Хаджи-Тархан и область асов на Северном Кавказе. 
Неизвестно, какие границы имел улус потомков Тука-Тимура, потому что границы внутренних улусов Золотой Орды были весьма неустойчивы. Например, его сыну Уран-Тимуру, достались области Крым и Кафа.
В то же время с уверенностью можно утверждать, что после 1312 года в результате административно-территориальной реформы хана Узбека все Джучиды (за исключением Шибанидов) лишились улусов и были подчинены одному из четырёх эмиров Узбека, представителю племени кият Исатаю, составив собой отдельный кошун (воинское подразделение). Внук Исатая Тенгиз-Буга увёл своих людей к низовьям Сырдарьи. В 1360 году Джучиды восстали, вернули себе власть и избрали из своего состава хана.
В 1361 году ханом в сырдарьинском улусе стал тукатимурид Урус-хан. С этого момента тукатимуриды активно борются сначала за объединение под своим началом Синей Орды, а затем и за престол Золотой Орды.

## Потомки
- Аштарханиды
- Гиреи[7]
- Торе[8]